# Kunsthalle

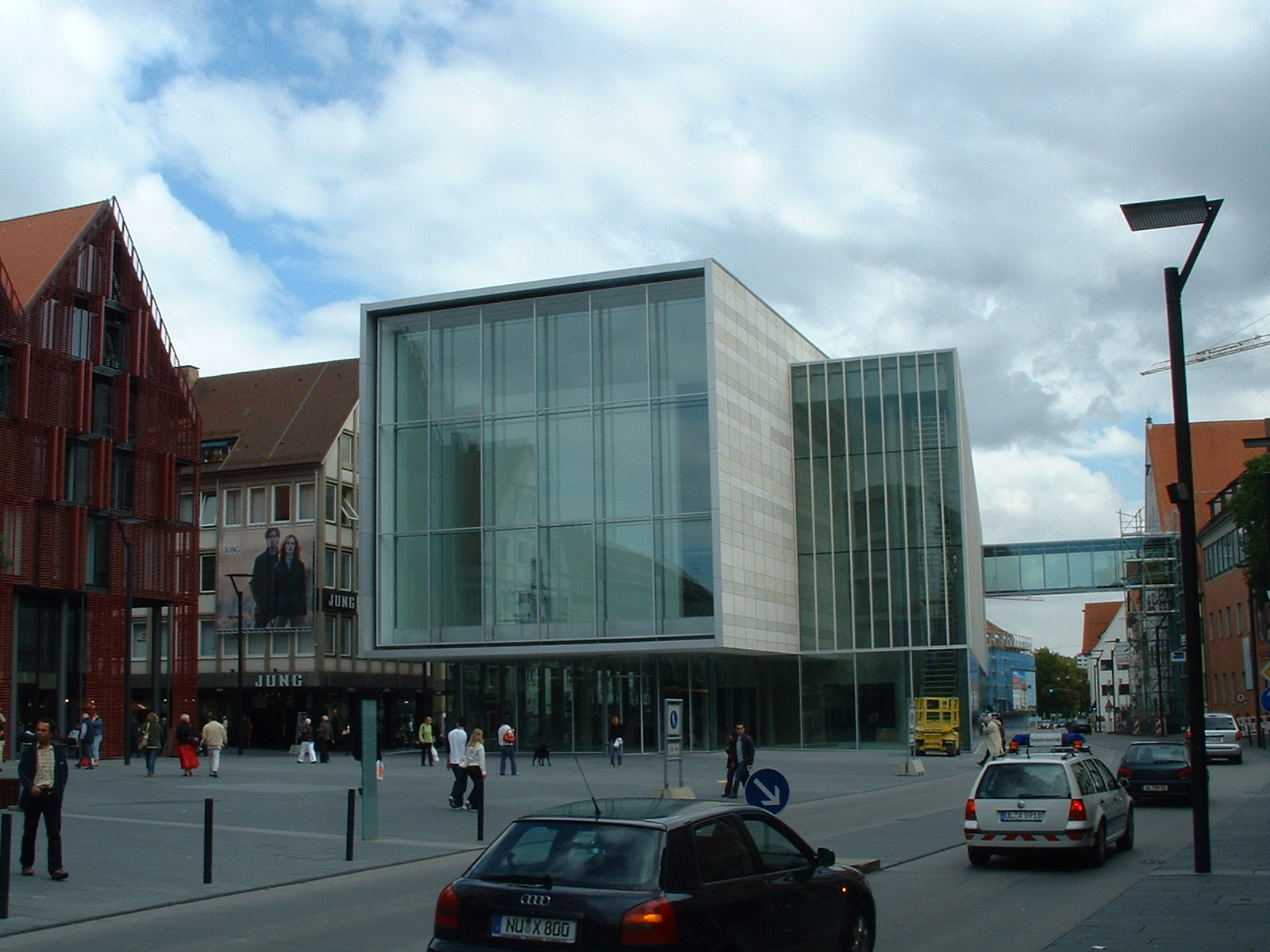
La imagen muestra la Kunsthalle Weishaupt ubicada en la ciudad alemana de Ulm. El edificio fue inaugurado el 24 de noviembre de 2007. El estudio encargado del desarrollo fue Wolfram Wöhr, de Múnich, alumno del arquitecto neoyorquino Richard Meier. El edificio forma parte del desarrollo"Ulm Neue Mitte".

Una Kunsthalle (en alemán, literalmente, «sala de arte») es, en términos generales, una galería de arte que monta exhibiciones temporales, generalmente apoyada por el Kunstverein, una asociación de arte local y sin ánimo de lucro. En Europa se desarrollaron en la segunda mitad del siglo XIX como instituciones paralelas a los museos de arte, mientras que en EE. UU. surgieron a comienzos del siglo XX y se asocian a una crítica institucional de los museos tradicionales establecidos. En muchas ciudades alemanas, el Kunstverein organiza exposiciones permanentes parecidas a las de un Kunstmuseum, una institución que deriva principalmente de tiempos feudales. En el sentido estricto, el Kunstmuseum tiene una colección propia, mientras que la Kunsthalle no la tiene.
Asimismo, la Kunsthalle es parecida al Kunsthaus (literalmente, «casa de arte»), aunque este último suele organizar actividades con artistas locales, además de simposios y talleres. En este sentido, la Kunsthalle se parece más al Kunstmuseum.
Aunque históricamente existía una distinción más clara entre estas instituciones, hoy en día, la mayoría de ellas ofrecen los mismos tipos de actividades.
Hay numerosas Kunsthallen en Europa del Norte, sobre todo en Alemania, Austria y Suiza. 

## Kunsthallenpor país

### Alemania
- Kunsthalle Baden-Baden, en Baden-Baden, Alemania
- Kunsthalle Bielefeld, en Bielefeld, Alemania (con colección permanente)
- Kunsthalle Bonn, llamada Kunst- und Ausstellungshalle der Bundesrepublik Deutschland, en Bonn, Alemania
- Kunsthalle Bremen, en Bremen, Alemania (con colección permanente)
- Kunsthalle Kunstverein Bremerhaven, en Bremerhaven, Alemania
- Kunsthalle Köln, en Colonia, Alemania
- Kunsthalle Darmstadt, en Darmstadt, Alemania
- Kunsthalle Düsseldorf, en Düsseldorf, Alemania
- Kunsthalle im Emden, en Emdem, Alemania (con colección permanente)
- Kunsthalle Erfurt, en Erfurt, Alemania
- Schirn Kunsthalle Frankfurt, en Fráncfort del Meno, Alemania
- Kunsthalle Göppingen, en Göppingen, Alemania
- Kunsthalle Villa Kobe, en Halle (Sajonia-Anhalt), Alemania.
- Hamburger Kunsthalle, en Hamburgo, Alemania (con colección permanente)
- Kunsthalle im Schloss Isny im Allgäu, en Isny im Allgäu, Alemania
- Kunsthalle Karlsruhe, en Karlsruhe, Alemania
- Fridericianum Kassel, en Kassel, Alemania
- Kunsthaus Kaufbeuren, en Kaufbeuren, Alemania
- Kunsthalle Kempten, en Kempten, Alemania
- Kunsthalle zu Kiel, en Kiel, Alemania
- Kunsthalle der Sparkasse Leipzig, en Leipzig, Alemania
- Kunsthalle Kunstverein Lingen, en Lingen, Alemania
- Kunsthalle St. Annen, llamado St.-Annen-Kloster Lübeck, en Lübeck, Alemania
- Kulturforum im Burgkloster, en Lübeck, Alemania
- Kunsthalle Vierseithof, en Luckenwalde, Alemania
- Kunsthalle Mannheim, en Mannheim, Alemania (con colección permanente)
- Hypo-Kunsthalle, en Múnich, Alemania
- Kunsthalle Nürnberg, en Núremberg, Alemania
- Kunsthalle Dominikanerkirche, en Osnabrück, Alemania
- Kunsthalle Rostock, en Rostock, Alemania
- Kunsthalle Würth, en Schwäbisch Hall, Alemania
- Kunsthalle Tübingen, en Tubinga, Alemania
- Kunsthalle Wilhelmshaven, en Wilhelmshaven, Alemania

### Austria
- Kunsthalle Krems, en Krems, Austria
- Kunsthalle Wien, en Viena, Austria

### Bélgica
- Kunstehall Lophem, en Loppem, Bélgica

### Países Bajos
- Kunsthal Rotterdam, en Róterdam, Países Bajos

### Suecia
- Kunsthalle Stockholm, en Estocolmo, Suecia

### Suiza
- Kunsthalle Basel, en Basilea, Suiza
- Kunsthalle Bern, en Berna, Suiza
- Kunsthalle St. Gallen, en Sankt Gallen, Suiza
- Kunsthaus Zürich, en Zúrich, Suiza